# The Christmas Song
The Christmas Song, vanligen kallad "Chestnuts roasting on an open fire" eller "Merry Christmas to you" är en amerikansk julsång skriven 1944 av sångaren Mel Tormé och Robert "Bob" Wells. Enligt Tormé själv tillkom sången under en stekhet sommar, i ett försök att "svalka sig genom att tänka svala tankar". Enligt BMI är det en av världens mest framförda. 

## Om sången

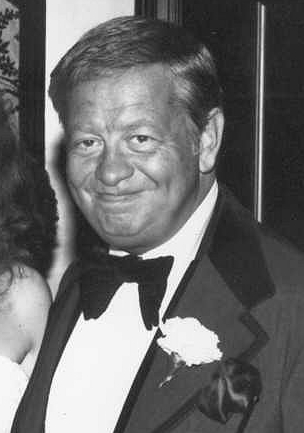
Mel Tormé 1979

Tormé har sagt "jag såg ett skrivblock på hans piano med fyra textrader, skrivna med blyerts. De började 'Chestnuts roasting... Jack Frost nipping... Yuletide carols... Folks dressed up like Eskimos.' Bob (Wells) höll inte på med en sångtext. Han tänkte att om han kunde förskjunka i vintertankar så kunde han svalna av. Fyrtio minuter senare var sången skriven. Jag skrev musiken och något av texten. 
Nat King Cole spelade in sången med sin trio tidigt 1946. På Coles begäran, och mot skivbolagets önskan, gjordes en nyinspelning samma år med tillägg av en liten stråksektion. Den senare versionen blev en enorm framgång både på pop- och R&B-listorna. Cole spelade in sången igen 1953 med samma arrangemang men med full orkester, dirigerad av Nelson Riddle, och än en gång 1961, i en stereoinspelning med orkester under ledning av Ralph Carmichael. Denna senare inspelning är den som har kommit att betraktas som den ultimata, och röner fortfarande stora mängder radiospelning i jultider. Coles originalinspelning från 1946 valdes in i The Grammy Hall of Fame 1974. Mel Tormé gjorde egna inspelningar av sången 1954 samt återigen 1965 och 1992.
Lotta Engberg tolkade 2009 låten på julalbumet Jul hos mig.

## Publikation
- Julens önskesångbok, 1997, under rubriken "Nyare julsånger"